# Cola lourougnonis
Espèce
Classification phylogénétique
Statut de conservation UICN

 EN  : En danger
Cola lourougnonis est une espèce de plante du genre Cola de la famille des Sterculiaceae.